# ロバート・ライマン
ロバート・ライマン（Robert Ryman 、1930年5月30日 - 2019年2月8日）は、アメリカ合衆国のミニマリズムの美術家。テネシー州ナッシュビル生まれ。ロバート・ライマンは1960年代に最も厳格なミニマリズムの画家として登場し、モノクローム絵画、ミニマリズム、コンセプチュアル・アートの作家として知られている。
ライマンの作品は、ニューヨークのグッゲンハイム美術館で1966年に開催された、「Sistemic Painting」展、および1972年に開催のカッセル「Documenta 5」（ドクメンタ）等の展覧会を通じて国際的に紹介されている。ライマンの回顧展は、1993年にニューヨーク近代美術館、および、1993年にロンドンのテート・ギャラリー等で開催されている。

## 経歴
ロバート・ライマンはテネシー州、ナッシュビルに生まれる。1948年から1949年にクックビルのテネシー工科大学、1949年から1950年にピーボディ大学で学んだ後、アメリカ軍予備軍部隊の軍楽隊として朝鮮戦争に赴く。1953年にニューヨークに移り、プロのジャズサックス奏者になろうとし、ジャズピアニスト、レニー・トリスターノにピアノを師事する。その後、MoMAの警備員となり、アーティストのソル・ルウィットとダン・フレイヴィンに出会い共にMoMAにて働き、翌年よりニューヨーク市図書館の美術工芸課にて働く。彼は1950年代にアーティストのロイ・リキテンスタインにも出会う。
マーク・ロスコ、ウィレム・デ・クーニング、クライフォード・スティル、ジャクソン・ポロック、バーネット・ニューマンなどの抽象表現主義に影響を受けたライマンはペインティング活動に興味を持つ。1953年から1960年にかけ、MoMAの絵画作品を間近で見るために警備員として働く 。1955年に彼はいくつかの画材を地元店にて購入し、アパートで実験を始めた。その年、ライマンは初期の大きなモノクローム絵画「Untitled(Orange Painting)」【直訳「無題（オレンジ色の絵）」】（1955-59年）を完成させた。
ライマンは修復管理のオリン H. ライリー（ORRIN H. RILEY）と親しくなった。彼は頻繁にライリーに記録素材のアドバイスをし、アーティストが興味をもって使う媒体の酸化のテストを何度もした。彼はテレビの脚本家とプロデューサー、バーバラリー・ディアモンステイン（Barbaralee Diamonstein）のビデオプロダクションから2度のインタビューを受けた。1979年「Inside New York's Art World」と1993年「Inside the Art World 」。
1961年、美術史家のルーシー・リパードと結婚。1964年に息子イーサン・ライマンを持ち、彼はサウンドエンジニアで近年は芸術制作をしている。離婚後、アーティストのメリル・ワグナーと再婚。息子のコーディー・ライマンとウィル・ライマンは共にアーティストとして、ニューヨークで活躍している。
2019年2月8日金曜日、ニューヨークマンハッタンの自宅にて死去。88歳没。

## 作風
ライマンはしばしばミニマリストに分類される。しかし彼は「リアリスト」と呼ばれる方を好む。なぜなら彼はイリュージョンを作ることではなく、素材が与える額面上の価値を構成することに興味を持つからだ。2010年のPace Wildenstein（ギャラリー）での展覧会のステートメントでライマンは「I am not a picture painter. I work with real light and space, and since real light is an important aspect of the paintings, it always presents some problems.（私は絵画の画家ではない。私は現実の光と空間で仕事をし、現実の光というのはペインティングの様相に重要であり、いつも何らかの問題を提示する） 」と書いている。彼の多くの抽象表現主義作品に影響を与える特徴は、筆跡に白かオフホワイトが四角いキャンバスまたは金属製の表面に乗っている。生涯を通して媒体の実験者のライマンはリネン、スチール、アルミニウム、プレキシガラス、lumasite（アクリルの一種）、ビニール、ファイバーガラス、ダンボール紙、黄麻布、新聞紙、そしてacrilivinに塗り、描く。
彼は油彩、アクリル、エンカウスティーク、ラスコー社のアクリル、カゼイン、エナメル、パステル、オイルパステル、グラファイト、ガッシュ、エナメル質の塗装や塗装をしています。彼はまた、版画、水彩画、水彩画、石版、シルクスクリーンの作成を試みています。 彼のもっとも有名な言葉に「There is never any question of what to paint only how to paint.（何に描くかは一方で、どのように描くかという質問には決してならない）」がある。